# Hugh Seagrim
Hugh Paul Seagrim (ur. 24 marca 1909 w Highclere, zm. 22 września 1944 w Rangunie) – oficer armii brytyjskiej organizujący podczas II wojny światowej partyzantkę antyjapońską na terenie stanu Karen w Birmie.
Podczas prowadzonej przez japońską żandarmerię wojskową akcji odwetowej na terenach objętych działaniami partyzanckimi zdecydował się dobrowolnie oddać w ręce Japończyków, aby przerwać masakrę ludności cywilnej. W czasie swojego procesu prosił o darowanie życia współpracownikom biorąc całą winę na siebie. Został stracony w Rangunie 22 września 1944. Przez Karenów uważany jest za bohatera.

## Wczesne lata życia
Hugh Paul Seagrim był najmłodszym z pięciu synów pastora Charlesa Pauleta Cunninghama Seagrima i jego żony Mabel. Urodził się 24 marca 1909 r. we wsi Ashmansworth w Hampshire w Anglii. Ojciec, były misjonarz, wpoił synowi silne chrześcijańskie zasady religijne, które wraz z łatwością w nawiązywaniu kontaktów z miejscową ludnością pomagały później Hugh w pracy z Karenami i wpłynęły na jego ostateczne wybory. Po ukończeniu szkoły średniej w Norwich chciał studiować medycynę, jednak nie podjął tych studiów ze względu na trudną sytuację materialną rodziny po śmierci ojca. Idąc w ślady pozostałych braci, którzy zostali oficerami, postanowił wstąpić na uczelnię wojskową. Jego podanie o przyjęcie do Royal Navy odrzucono z powodu daltonizmu, ostatecznie więc ukończył Royal Military Academy Sandhurst. Po jej ukończeniu, jak wielu niezamożnych oficerów, wybrał służbę w British Indian Army.

## Służba wojskowa

### Lata trzydzieste
W brytyjskiej Armii Indyjskiej Seagrim służył przez rok w Highland Light Infantry, a następnie został oficerem 19. Regimentu w Hyderabadzie. Pomimo tego etatu przydzielono go do 20. Regimentu Strzelców Birmańskich. W trakcie tej służby odbył trzymiesięczną podróż do Japonii. Wykazywał też zainteresowanie Birmą i jej mieszkańcami – nauczył się kilku używanych w Birmie języków, a w podróże po kraju zabierał swoich żołnierzy. W trakcie tych wypraw dostrzegł duży potencjał Karenów, jako ewentualnych partyzantów, jednak jego propozycja, by objąć ich konwencjonalnym przeszkoleniem wojskowym została przez dowództwo zignorowana. 9 sierpnia 1931 został mianowany porucznikiem, a 31 stycznia 1938 kapitanem.

### Wojna
Po wybuchu II wojny światowej spodziewający się wybuchu walk z Japończykami Brytyjczycy zaczęli przygotowywać się do prowadzenia działań partyzanckich na terenie swoich posiadłości w Azji. Seagrim, w chwili wybuchu wojny przebywający w Indiach, otrzymał zadanie zorganizowania oddziałów wojskowych złożonych z kareńskich poborowych. Przyleciał on z Indii do Rangunu, a następnie udał się do Papun, ok. 35 km od granicy z Tajlandią, gdzie rozpoczął formowanie pierwszego kareńskiego korpusu. Na wezwanie stawiło się około 800 Karenów z pobliskich wsi, jednak z powodu braku uzbrojenia większość po zarejestrowaniu została odesłana do domów. Ze względu na bardzo wysoki wzrost (193 cm) Seagrim zyskał wśród Karenów przydomek Grandfather Longlegs (Długonogi Dziadek).
W marcu 1942 siły brytyjskie wycofały się z terytoriów zamieszkanych przez Karenów i Seagrim pozostał jedynym brytyjskim oficerem na tym obszarze. Karenowie pozostali lojalni wobec Brytyjczyków, co stało się przyczyną represji ze strony projapońskich sił birmańskich. W ciągu dalszych miesięcy tego roku dochodziło do potyczek oddziałów kareńskich z siłami Birmańskiej Armii Niepodległościowej i Japończykami. Od października 1942 stworzona przez Seagrima siatka wywiadowcza zaczęła przekazywać dowództwu sprzymierzonych informacje pomocne m.in. przy wyborze celów dla bombardowań.
W ciągu 1943 Kierownictwo Operacji Specjalnych dokonało kilku zrzutów skoczków spadochronowych z zadaniem nawiązania łączności radiowej między działającymi na terenach zamieszkanych przez Karenów oddziałami partyzanckimi (w tym dowodzonymi przez Seagrima), a Indiami oraz zorganizowania siatki wywiadowczej i sabotażowej. Ostatecznie łączność radiową udało się nawiązać 15 października 1943. Miało to dalekosiężne skutki, gdyż umożliwiło Seagrimowi przekazanie informacji o zmianie przez Aung Sana nastawienia wobec Japończyków i, w konsekwencji, nawiązanie rozmów między nim a Brytyjczykami, które doprowadziły ostatecznie do zmiany frontu przez Birmańską Armię Narodową.
Japońska żandarmeria wojskowa ustaliła, że informacje o stanowisku Aung Sana przekazał Brytyjczykom Seagrim i rozpoczęła jego intensywne poszukiwania na terenie Gór Karen. Uciekała się przy tym do torturowania podejrzanych i brania ich rodzin jako zakładników. Śmierć japońskiego kaprala podczas nieudanej próby schwytania Seagrima spowodowała nasilenie represji, które objęły teraz znacznie większą liczbę osób. Po uzyskaniu informacji, iż obóz Segarima znajduje się w pobliżu wsi Mewado, Japończycy zagrozili jej spaleniem i uwięzieniem wszystkich mieszkańców w razie nie wskazania dokładnego miejsca jego pobytu. Nie chcąc do tego dopuścić, Seagrim dobrowolnie oddał się w ręce Japończyków. Poprosił przy tym o dobre traktowanie poddających się wraz z nim Karenów i otrzymał zapewnienienie, że zostaną oni uwolnieni, represje wobec miejscowej ludności ustaną, a on sam będzie traktowany jak jeniec wojenny – jak się okazało, wszystkie te obietnice pozostały bez pokrycia.

## Proces i egzekucja
Seagrima osadzono w więzieniu New Law Courts, a siedemnastu jego towarzyszy w Insein. Znajdujący się w tym samym więzieniu co Seagrim amerykańscy lotnicy zeznawali później, że jego postawa stanowiła wsparcie i inspirację dla wszystkich, którzy się z nim wówczas stykali. 2 września 1944 r. japoński sąd wojskowy w Rangunie wydał wyrok: Hugh P. Seagrim oraz siedmiu jego podkomendnych zostali skazani na karę śmierci, a dziesięciu pozostałych na kartę 8 lat więzienia. W swoim ostatnim słowie Seagrim nie poprosił o łaskę dla siebie, ale o uwolnienie wszystkich Karenów, argumentując, że wojna toczy się między Japończykami a Brytyjczykami i tylko on odpowiada za wciągnięcie Karenów w ten konflikt. 14 września 1944 wyrok został wykonany, a wszystkich rozstrzelanych pochowano we wspólnym, komunalnym grobie. Po zakończeniu wojny ciała przeniesiono na cmentarz wojenny (Rangoon Commonwealth War Graves Cemetery, kwatera 4A 13-20).

## Odznaczenia

### Order Imperium Brytyjskiego
Członkiem Orderu (MBE) został Seagrim w 1942 r. Odznaczenie przyznano za zasługi w organizowaniu kareńskiej partyzantki na obszarach zajętych przez Japończyków.

### Order Wybitnej Służby
Został przyznany na przełomie 1943 i 1944 r. za odwagę, determinację i poświęcenie przejawiające się w długotrwałym samotnym przebywaniu za liniami wroga oraz wspieraniu lojalności miejscowej ludności wobec Imperium Brytyjskiego.

### Krzyż Jerzego
Order przyznano pośmiertnie w 1946 r. za wybitnie rycerskie zachowanie podczas wykonywania z wielką odwagą bardzo niebezpiecznych zadań.

Brat Hugh, Derek Seagrim, odznaczony został, także pośmiertnie, Krzyżem Wiktorii – jest to jedyny przypadek, gdy te najwyższe odznaczenia trafiły do dwóch braci.